# Frederick W. Barrett
Frederick Whitfield Barrett (geboren am 20. Juni 1875 in Cork, Irland; gestorben am 7. November 1949 in Swindon, Vereinigtes Königreich) war ein britischer Polospieler. Außerdem trainierte er Rennpferde für die drei britischen Könige Georg V., Eduard VIII. und George VI.

## Leben
Barrett war der Sohn von William Thomas Barrett. Er diente als Major der 15th (The King’s) Hussars in der British Army und war ein erfolgreicher Reiter von Hindernisrennen. Mit dem Polospiel begann er 1902, als er mit seinem Regiment in Indien stationiert war.
Mit der englischen Mannschaft nahm er 1914 und 1921 am Westchester Cup teil. Nach einer langen Serie von Niederlagen war die englische Mannschaft 1914 erfolgreich. 1919 gewann er die Roehampton Trophy für Polo.
Barrett nahm mit dem britischen Team an der Olympiade 1920 in Antwerpen teil. Die britische Mannschaft schlug im Finale Spanien und gewann die Goldmedaille. Bei den Olympischen Spielen von 1924 in Paris gewann er mit dem britischen Team die Bronzemedaille.
Nach seiner Militärzeit wurde Barrett Rennpferdtrainer. Sein Pferd „Annadale“ gewann 1931 das Scottish Grand National.
Barrett war seit dem 17. August 1904 mit Isobel Caroline Edwardes, der Tochter von William Edwardes, Lord Kensingtons und Grace Elizabeth Johnstone-Douglas verheiratet. Die beiden lebten in Wroughton Hall, Wiltshire. Das Paar hatte zwei Kinder:
- Bridget Winifred Barrett (1905–1933)
- Denis Hugh Bryan Barrett (geb. 1911)

Barrett starb am 7. November 1949.